# Női röplabdatorna a 2016. évi nyári olimpiai játékokon
A 2016. évi nyári olimpiai játékokon a női röplabdatornát augusztus 6. és augusztus 20. között rendezték. A tornán 12 nemzet csapata vett részt. Az aranyérmet a kínai csapat nyerte.

## Résztvevők
| Kvalifikáció módja                     | Dátum                             | Helyszín                           | Kvóta | Nemzet                 |
| -------------------------------------- | --------------------------------- | ---------------------------------- | ----- | ---------------------- |
| Rendező                                | —                                 | —                                  | 1     | Brazília (BRA)         |
| 2015-ös női röplabda-világkupa         | 2015. augusztus 22– szeptember 6. | Japán                              | 2     | Kína (CHN)             |
| 2015-ös női röplabda-világkupa         | 2015. augusztus 22– szeptember 6. | Japán                              | 2     | Szerbia (SRB)          |
| Afrikai olimpiai selejtezőtorna        | 2016. február 12–16.              | Yaoundé, Kamerun                   | 1     | Kamerun (CMR)          |
| Észak-amerikai olimpiai selejtezőtorna | 2016. január 7–9.                 | Lincoln, Amerikai Egyesült Államok | 1     | Egyesült Államok (USA) |
| Európai olimpiai selejtezőtorna        | 2016. január 4–9.                 | Ankara, Törökország                | 1     | Oroszország (RUS)      |
| Dél-amerikai olimpiai selejtezőtorna   | 2016. január 6–10.                | Bariloche, Argentína               | 1     | Argentína (ARG)        |
| Ázsiai olimpiai selejtezőtorna         | 2016. május 14–22.                | Tokió, Japán                       | 1     | Japán (JPN)            |
| 1. olimpiai selejtezőtorna             | 2016. május 14–22.                | Tokió, Japán                       | 3     | Olaszország (ITA)      |
| 1. olimpiai selejtezőtorna             | 2016. május 14–22.                | Tokió, Japán                       | 3     | Hollandia (NED)        |
| 1. olimpiai selejtezőtorna             | 2016. május 14–22.                | Tokió, Japán                       | 3     | Dél-Korea (KOR)        |
| 2. olimpiai selejtezőtorna             | 2016. május 20–22.                | San Juan, Puerto Rico              | 1     | Puerto Rico (PUR)      |
| Összesen                               | Összesen                          | Összesen                           | 12    |                        |

## Lebonyolítás
A csapatok két darab hatcsapatos csoportot alkotnak, amelyekben a csapatok körmérkőzéseket játszanak. A csoportokból az első négy helyezett jut tovább a negyeddöntőbe, ahonnan egyenes kieséses rendszerben folytatódik a torna.

## Eredmények
A mérkőzések kezdési időpontjai helyi idő szerint, zárójelben magyar idő szerint olvashatók.

### Csoportkör
| Színmagyarázat                                              |
| ----------------------------------------------------------- |
| A csoportok első négy helyezettje bejutott a negyeddöntőbe. |

#### A csoport
|       |                   | Mérkőzések | Mérkőzések | Mérkőzések | Mérkőzések | Szettek | Szettek | Szettek | Pontok | Pontok | Pontok |
| Hely. | Csapat            | M          | Gy         | V          | Pont       | Sz+     | Sz–     | SzA     | P+     | P–     | PA     |
| ----- | ----------------- | ---------- | ---------- | ---------- | ---------- | ------- | ------- | ------- | ------ | ------ | ------ |
| 1.    | Brazília (BRA)    | 5          | 5          | 0          | 15         | 15      | 0       | —       | 377    | 272    | 1,386  |
| 2.    | Oroszország (RUS) | 5          | 4          | 1          | 12         | 12      | 4       | 3,000   | 393    | 323    | 1,217  |
| 3.    | Dél-Korea (KOR)   | 5          | 3          | 2          | 9          | 10      | 7       | 1,429   | 384    | 372    | 1,032  |
| 4.    | Japán (JPN)       | 5          | 2          | 3          | 6          | 7       | 9       | 0,778   | 347    | 364    | 0,953  |
| 5.    | Argentína (ARG)   | 5          | 1          | 4          | 2          | 3       | 14      | 0,214   | 319    | 407    | 0,784  |
| 6.    | Kamerun (CMR)     | 5          | 0          | 5          | 1          | 2       | 15      | 0,133   | 328    | 410    | 0,800  |

| 2016. augusztus 6. 9:30 (14:30) | Japán (JPN)                              | 1–3 | Dél-Korea (KOR) | Ginásio do Maracanãzinho, Rio de Janeiro Nézőszám: 5760 Játékvezető: Denny Cespedes (DOM), Patricia Rolf (USA) |
| 2016. augusztus 6. 9:30 (14:30) | (25–19, 15–25, 17–25, 21–25) Jegyzőkönyv |     |                 | Ginásio do Maracanãzinho, Rio de Janeiro Nézőszám: 5760 Játékvezető: Denny Cespedes (DOM), Patricia Rolf (USA) |

| 2016. augusztus 6. 15:00 (20:00) | Brazília (BRA)                    | 3–0 | Kamerun (CMR) | Ginásio do Maracanãzinho, Rio de Janeiro Nézőszám: 7890 Játékvezető: Heike Kraft (GER), Liu Csiang (Liu Jiang) (CHN) |
| 2016. augusztus 6. 15:00 (20:00) | (25–14, 25–21, 25–13) Jegyzőkönyv |     |               | Ginásio do Maracanãzinho, Rio de Janeiro Nézőszám: 7890 Játékvezető: Heike Kraft (GER), Liu Csiang (Liu Jiang) (CHN) |

| 2016. augusztus 6. 20:30 (1:30) | Oroszország (RUS)                 | 3–0 | Argentína (ARG) | Ginásio do Maracanãzinho, Rio de Janeiro Nézőszám: 5437 Játékvezető: Ibrahim Al-Naama (QAT), Luis Macias (MEX) |
| 2016. augusztus 6. 20:30 (1:30) | (25–13, 25–10, 25–16) Jegyzőkönyv |     |                 | Ginásio do Maracanãzinho, Rio de Janeiro Nézőszám: 5437 Játékvezető: Ibrahim Al-Naama (QAT), Luis Macias (MEX) |

| 2016. augusztus 8. 11:35 (16:35) | Japán (JPN)                       | 3–0 | Kamerun (CMR) | Ginásio do Maracanãzinho, Rio de Janeiro Nézőszám: 5400 Játékvezető: Rogerio Espicalsky (BRA), Hernán Casamiquela (ARG) |
| 2016. augusztus 8. 11:35 (16:35) | (25–20, 25–15, 25–17) Jegyzőkönyv |     |               | Ginásio do Maracanãzinho, Rio de Janeiro Nézőszám: 5400 Játékvezető: Rogerio Espicalsky (BRA), Hernán Casamiquela (ARG) |

| 2016. augusztus 8. 20:30 (1:30) | Oroszország (RUS)                        | 3–1 | Dél-Korea (KOR) | Ginásio do Maracanãzinho, Rio de Janeiro Nézőszám: 5398 Játékvezető: Piotr Dudek (POL), Ibrahim Al-Naama (QAT) |
| 2016. augusztus 8. 20:30 (1:30) | (25–23, 23–25, 25–23, 25–14) Jegyzőkönyv |     |                 | Ginásio do Maracanãzinho, Rio de Janeiro Nézőszám: 5398 Játékvezető: Piotr Dudek (POL), Ibrahim Al-Naama (QAT) |

| 2016. augusztus 8. 22:35 (3:35) | Brazília (BRA)                    | 3–0 | Argentína (ARG) | Ginásio do Maracanãzinho, Rio de Janeiro Nézőszám: 7651 Játékvezető: Nasr Shaaban (EGY), Fabrizio Pasquali (ITA) |
| 2016. augusztus 8. 22:35 (3:35) | (25–16, 25–19, 25–11) Jegyzőkönyv |     |                 | Ginásio do Maracanãzinho, Rio de Janeiro Nézőszám: 7651 Játékvezető: Nasr Shaaban (EGY), Fabrizio Pasquali (ITA) |

| 2016. augusztus 10. 17:05 (22:05) | Oroszország (RUS)                 | 3–0 | Kamerun (CMR) | Ginásio do Maracanãzinho, Rio de Janeiro Nézőszám: 6396 Játékvezető: Ibrahim Al-Naama (QAT), Mohammad Shahmiri (IRI) |
| 2016. augusztus 10. 17:05 (22:05) | (25–19, 25–22, 25–23) Jegyzőkönyv |     |               | Ginásio do Maracanãzinho, Rio de Janeiro Nézőszám: 6396 Játékvezető: Ibrahim Al-Naama (QAT), Mohammad Shahmiri (IRI) |

| 2016. augusztus 10. 20:30 (1:30) | Dél-Korea (KOR)                   | 3–0 | Argentína (ARG) | Ginásio do Maracanãzinho, Rio de Janeiro Nézőszám: 7248 Játékvezető: Patricia Rolf (USA), Taoufik Boudaya (TUN) |
| 2016. augusztus 10. 20:30 (1:30) | (25–18, 25–20, 25–23) Jegyzőkönyv |     |                 | Ginásio do Maracanãzinho, Rio de Janeiro Nézőszám: 7248 Játékvezető: Patricia Rolf (USA), Taoufik Boudaya (TUN) |

| 2016. augusztus 10. 22:35 (3:35) | Brazília (BRA)                    | 3–0 | Japán (JPN) | Ginásio do Maracanãzinho, Rio de Janeiro Nézőszám: 8759 Játékvezető: Susana Rodríguez (ESP), Luís Macias (MEX) |
| 2016. augusztus 10. 22:35 (3:35) | (25–18, 25–18, 25–22) Jegyzőkönyv |     |             | Ginásio do Maracanãzinho, Rio de Janeiro Nézőszám: 8759 Játékvezető: Susana Rodríguez (ESP), Luís Macias (MEX) |

| 2016. augusztus 12. 11:35 (16:35) | Argentína (ARG)                                 | 3–2 | Kamerun (CMR) | Ginásio do Maracanãzinho, Rio de Janeiro Nézőszám: 5345 Játékvezető: Taoufik Boudaya (TUN), Arturo di Giacomo (BEL) |
| 2016. augusztus 12. 11:35 (16:35) | (19–25, 25–19, 26–28, 25–21, 15–13) Jegyzőkönyv |     |               | Ginásio do Maracanãzinho, Rio de Janeiro Nézőszám: 5345 Játékvezető: Taoufik Boudaya (TUN), Arturo di Giacomo (BEL) |

| 2016. augusztus 12. 20:30 (1:30) | Oroszország (RUS)                 | 3–0 | Japán (JPN) | Ginásio do Maracanãzinho, Rio de Janeiro Nézőszám: 7448 Játékvezető: Mohammad Shahmiri (IRI), Heike Kraft (GER) |
| 2016. augusztus 12. 20:30 (1:30) | (25–14, 30–28, 25–18) Jegyzőkönyv |     |             | Ginásio do Maracanãzinho, Rio de Janeiro Nézőszám: 7448 Játékvezető: Mohammad Shahmiri (IRI), Heike Kraft (GER) |

| 2016. augusztus 12. 22:35 (3:35) | Brazília (BRA)                    | 3–0 | Dél-Korea (KOR) | Ginásio do Maracanãzinho, Rio de Janeiro Nézőszám: 8790 Játékvezető: Patricia Rolf (USA), Liu Csiang (Liu Jiang) (CHN) |
| 2016. augusztus 12. 22:35 (3:35) | (25–17, 25–13, 27–25) Jegyzőkönyv |     |                 | Ginásio do Maracanãzinho, Rio de Janeiro Nézőszám: 8790 Játékvezető: Patricia Rolf (USA), Liu Csiang (Liu Jiang) (CHN) |

| 2016. augusztus 15. 11:35 (16:35) | Dél-Korea (KOR)                   | 3–0 | Kamerun (CMR) | Ginásio do Maracanãzinho, Rio de Janeiro Nézőszám: 6893 Játékvezető: Luis Macias (MEX), Rogerio Espicalsky (BRA) |
| 2016. augusztus 15. 11:35 (16:35) | (25–15, 25–22, 25–20) Jegyzőkönyv |     |               | Ginásio do Maracanãzinho, Rio de Janeiro Nézőszám: 6893 Játékvezető: Luis Macias (MEX), Rogerio Espicalsky (BRA) |

| 2016. augusztus 14. 20:30 (1:30) | Japán (JPN)                       | 3–0 | Argentína (ARG) | Ginásio do Maracanãzinho, Rio de Janeiro Nézőszám: 5939 Játékvezető: Denny Cespedes (DOM), Fabrizio Pasquali (ITA) |
| 2016. augusztus 14. 20:30 (1:30) | (25–23, 25–16, 26–24) Jegyzőkönyv |     |                 | Ginásio do Maracanãzinho, Rio de Janeiro Nézőszám: 5939 Játékvezető: Denny Cespedes (DOM), Fabrizio Pasquali (ITA) |

| 2016. augusztus 14. 22:35 (3:35) | Brazília (BRA)                    | 3–0 | Oroszország (RUS) | Ginásio do Maracanãzinho, Rio de Janeiro Nézőszám: 8892 Játékvezető: Nasr Shaaban (EGY), Taoufik Boudaya (TUN) |
| 2016. augusztus 14. 22:35 (3:35) | (25–23, 25–21, 25–21) Jegyzőkönyv |     |                   | Ginásio do Maracanãzinho, Rio de Janeiro Nézőszám: 8892 Játékvezető: Nasr Shaaban (EGY), Taoufik Boudaya (TUN) |

#### B csoport
|       |                        | Mérkőzések | Mérkőzések | Mérkőzések | Mérkőzések | Szettek | Szettek | Szettek | Pontok | Pontok | Pontok |
| Hely. | Csapat                 | M          | Gy         | V          | Pont       | Sz+     | Sz–     | SzA     | P+     | P–     | PA     |
| ----- | ---------------------- | ---------- | ---------- | ---------- | ---------- | ------- | ------- | ------- | ------ | ------ | ------ |
| 1.    | Egyesült Államok (USA) | 5          | 5          | 0          | 14         | 15      | 5       | 3,000   | 470    | 400    | 1,175  |
| 2.    | Hollandia (NED)        | 5          | 4          | 1          | 11         | 14      | 7       | 2,000   | 455    | 425    | 1,071  |
| 3.    | Szerbia (SRB)          | 5          | 3          | 2          | 10         | 12      | 6       | 2,000   | 410    | 394    | 1,041  |
| 4.    | Kína (CHN)             | 5          | 2          | 3          | 7          | 9       | 9       | 1,000   | 398    | 389    | 1,023  |
| 5.    | Olaszország (ITA)      | 5          | 1          | 4          | 3          | 4       | 12      | 0,333   | 351    | 374    | 0,939  |
| 6.    | Puerto Rico (PUR)      | 5          | 0          | 5          | 0          | 0       | 15      | 0,000   | 277    | 379    | 0,731  |

| 2016. augusztus 6. 11:35 (16:35) | Kína (CHN)                                      | 2–3 | Hollandia (NED) | Ginásio do Maracanãzinho, Rio de Janeiro Nézőszám: 6410 Játékvezető: Susana Rodríguez (ESP), Paulo Turci (BRA) |
| 2016. augusztus 6. 11:35 (16:35) | (23–25, 25–21, 25–18, 22–25, 13–15) Jegyzőkönyv |     |                 | Ginásio do Maracanãzinho, Rio de Janeiro Nézőszám: 6410 Játékvezető: Susana Rodríguez (ESP), Paulo Turci (BRA) |

| 2016. augusztus 6. 17:05 (22:05) | Egyesült Államok (USA)            | 3–0 | Puerto Rico (PUR) | Ginásio do Maracanãzinho, Rio de Janeiro Nézőszám: 6832 Játékvezető: Taoufik Boudaya (TUN), Kang Dzsuhi (Kang Joo-hee) (KOR) |
| 2016. augusztus 6. 17:05 (22:05) | (25–17, 25–22, 25–17) Jegyzőkönyv |     |                   | Ginásio do Maracanãzinho, Rio de Janeiro Nézőszám: 6832 Játékvezető: Taoufik Boudaya (TUN), Kang Dzsuhi (Kang Joo-hee) (KOR) |

| 2016. augusztus 6. 22:35 (3:35) | Szerbia (SRB)                     | 3–0 | Olaszország (ITA) | Ginásio do Maracanãzinho, Rio de Janeiro Nézőszám: 4373 Játékvezető: Piotr Dudek (POL), Arturo Di Giacomo (BEL) |
| 2016. augusztus 6. 22:35 (3:35) | (27–25, 25–20, 25–23) Jegyzőkönyv |     |                   | Ginásio do Maracanãzinho, Rio de Janeiro Nézőszám: 4373 Játékvezető: Piotr Dudek (POL), Arturo Di Giacomo (BEL) |

| 2016. augusztus 8. 9:30 (14:30) | Kína (CHN)                        | 3–0 | Olaszország (ITA) | Ginásio do Maracanãzinho, Rio de Janeiro Nézőszám: 4804 Játékvezető: Patricia Rolf (USA), Paulo Turci (BRA) |
| 2016. augusztus 8. 9:30 (14:30) | (25–21, 25–21, 25–16) Jegyzőkönyv |     |                   | Ginásio do Maracanãzinho, Rio de Janeiro Nézőszám: 4804 Játékvezető: Patricia Rolf (USA), Paulo Turci (BRA) |

| 2016. augusztus 8. 15:00 (20:00) | Egyesült Államok (USA)                         | 3–2 | Hollandia (NED) | Ginásio do Maracanãzinho, Rio de Janeiro Nézőszám: 5455 Játékvezető: Mohammad Shahmiri (IRI), Juraj Mokrý (SVK) |
| 2016. augusztus 8. 15:00 (20:00) | (18–25, 25–18, 21–25, 25–20, 15–8) Jegyzőkönyv |     |                 | Ginásio do Maracanãzinho, Rio de Janeiro Nézőszám: 5455 Játékvezető: Mohammad Shahmiri (IRI), Juraj Mokrý (SVK) |

| 2016. augusztus 8. 17:05 (22:05) | Szerbia (SRB)                     | 3–0 | Puerto Rico (PUR) | Ginásio do Maracanãzinho, Rio de Janeiro Nézőszám: 5730 Játékvezető: Kang Dzsuhi (Kang Joo-hee) (KOR), Andrey Zenovich (RUS) |
| 2016. augusztus 8. 17:05 (22:05) | (29–27, 25–18, 25–20) Jegyzőkönyv |     |                   | Ginásio do Maracanãzinho, Rio de Janeiro Nézőszám: 5730 Játékvezető: Kang Dzsuhi (Kang Joo-hee) (KOR), Andrey Zenovich (RUS) |

| 2016. augusztus 10. 9:30 (14:30) | Kína (CHN)                        | 3–0 | Puerto Rico (PUR) | Ginásio do Maracanãzinho, Rio de Janeiro Nézőszám: 4386 Játékvezető: Heike Kraft (GER), Kang Dzsuhi (Kang Joo-hee) (KOR) |
| 2016. augusztus 10. 9:30 (14:30) | (25–20, 25–17, 25–18) Jegyzőkönyv |     |                   | Ginásio do Maracanãzinho, Rio de Janeiro Nézőszám: 4386 Játékvezető: Heike Kraft (GER), Kang Dzsuhi (Kang Joo-hee) (KOR) |

| 2016. augusztus 10. 11:35 (16:35) | Olaszország (ITA)                 | 0–3 | Hollandia (NED) | Ginásio do Maracanãzinho, Rio de Janeiro Nézőszám: 5539 Játékvezető: Juraj Mokrý (SVK), Nasr Shaaban (EGY) |
| 2016. augusztus 10. 11:35 (16:35) | (21–25, 20–25, 20–25) Jegyzőkönyv |     |                 | Ginásio do Maracanãzinho, Rio de Janeiro Nézőszám: 5539 Játékvezető: Juraj Mokrý (SVK), Nasr Shaaban (EGY) |

| 2016. augusztus 10. 15:00 (20:00) | Egyesült Államok (USA)                   | 3–1 | Szerbia (SRB) | Ginásio do Maracanãzinho, Rio de Janeiro Nézőszám: 7134 Játékvezető: Hernán Casamiquela (ARG), Rogerio Espicalsky (BRA) |
| 2016. augusztus 10. 15:00 (20:00) | (25–17, 21–25, 25–18, 25–19) Jegyzőkönyv |     |               | Ginásio do Maracanãzinho, Rio de Janeiro Nézőszám: 7134 Játékvezető: Hernán Casamiquela (ARG), Rogerio Espicalsky (BRA) |

| 2016. augusztus 12. 9:30 (14:30) | Kína (CHN)                        | 0–3 | Szerbia (SRB) | Ginásio do Maracanãzinho, Rio de Janeiro Nézőszám: 3509 Játékvezető: Kang Dzsuhi (Kang Joo-hee) (KOR), Susana Rodríguez (ESP) |
| 2016. augusztus 12. 9:30 (14:30) | (19–25, 19–25, 22–25) Jegyzőkönyv |     |               | Ginásio do Maracanãzinho, Rio de Janeiro Nézőszám: 3509 Játékvezető: Kang Dzsuhi (Kang Joo-hee) (KOR), Susana Rodríguez (ESP) |

| 2016. augusztus 12. 15:00 (20:00) | Egyesült Államok (USA)                   | 3–1 | Olaszország (ITA) | Ginásio do Maracanãzinho, Rio de Janeiro Nézőszám: 7243 Játékvezető: Rogerio Espicalsky (BRA), Denny Cespedes (DOM) |
| 2016. augusztus 12. 15:00 (20:00) | (25–22, 25–22, 23–25, 25–20) Jegyzőkönyv |     |                   | Ginásio do Maracanãzinho, Rio de Janeiro Nézőszám: 7243 Játékvezető: Rogerio Espicalsky (BRA), Denny Cespedes (DOM) |

| 2016. augusztus 12. 17:05 (22:05) | Hollandia (NED)                   | 3–0 | Puerto Rico (PUR) | Ginásio do Maracanãzinho, Rio de Janeiro Nézőszám: 6742 Játékvezető: Ibrahim Al-Naama (QAT), Hernán Casamiquela (ARG) |
| 2016. augusztus 12. 17:05 (22:05) | (25–14, 25–22, 25–16) Jegyzőkönyv |     |                   | Ginásio do Maracanãzinho, Rio de Janeiro Nézőszám: 6742 Játékvezető: Ibrahim Al-Naama (QAT), Hernán Casamiquela (ARG) |

| 2016. augusztus 14. 9:30 (14:30) | Szerbia (SRB)                                  | 2–3 | Hollandia (NED) | Ginásio do Maracanãzinho, Rio de Janeiro Nézőszám: 6387 Játékvezető: Susana Rodríguez (ESP), Andrey Zenovich (RUS) |
| 2016. augusztus 14. 9:30 (14:30) | (22–25, 20–25, 25–22, 25–18, 8–15) Jegyzőkönyv |     |                 | Ginásio do Maracanãzinho, Rio de Janeiro Nézőszám: 6387 Játékvezető: Susana Rodríguez (ESP), Andrey Zenovich (RUS) |

| 2016. augusztus 14. 15:00 (20:00) | Olaszország (ITA)                 | 3–0 | Puerto Rico (PUR) | Ginásio do Maracanãzinho, Rio de Janeiro Nézőszám: 7225 Játékvezető: Kang Dzsuhi (Kang Joo-hee) (KOR), Patricia Rolf (USA) |
| 2016. augusztus 14. 15:00 (20:00) | (25–14, 25–13, 25–22) Jegyzőkönyv |     |                   | Ginásio do Maracanãzinho, Rio de Janeiro Nézőszám: 7225 Játékvezető: Kang Dzsuhi (Kang Joo-hee) (KOR), Patricia Rolf (USA) |

| 2016. augusztus 14. 17:05 (22:05) | Egyesült Államok (USA)                   | 3–1 | Kína (CHN) | Ginásio do Maracanãzinho, Rio de Janeiro Nézőszám: 6897 Játékvezető: Heike Kraft (GER), Juraj Mokrý (SVK) |
| 2016. augusztus 14. 17:05 (22:05) | (22–25, 25–17, 25–19, 25–19) Jegyzőkönyv |     |            | Ginásio do Maracanãzinho, Rio de Janeiro Nézőszám: 6897 Játékvezető: Heike Kraft (GER), Juraj Mokrý (SVK) |

### Egyenes kieséses szakasz
A negyeddöntőben a csoportelsők a másik csoport negyedikjével találkoztak. A második helyezettek a másik csoport második vagy harmadik helyezettjét kapták ellenfélül, ennek párosításáról sorsolás döntött.
|  |               |                  |                  |                  |   |                  |                  |               |               |               |               |       |       |
|  | Negyeddöntők  | Negyeddöntők     | Negyeddöntők     |                  |   | Elődöntők        | Elődöntők        | Elődöntők     |               |               | Döntő         | Döntő | Döntő |
|  | Negyeddöntők  | Negyeddöntők     | Negyeddöntők     |                  |   | Elődöntők        | Elődöntők        | Elődöntők     |               |               | Döntő         | Döntő | Döntő |
|  | augusztus 16. |                  |                  |                  |   |                  |                  |               |               |               |               |       |       |
|  |               |                  |                  |                  |   |                  |                  |               |               |               |               |       |       |
|  | A1            | Brazília         | 2                |                  |   |                  |                  |               |               |               |               |       |       |
|  | A1            | Brazília         | 2                | augusztus 18.    |   |                  |                  |               |               |               |               |       |       |
|  | B4            | Kína             | 3                |                  |   |                  |                  |               |               |               |               |       |       |
|  | B4            | Kína             | 3                |                  |   | Kína             | Kína             | 3             |               |               |               |       |       |
|  | augusztus 16. |                  |                  |                  |   | Kína             | Kína             | 3             |               |               |               |       |       |
|  |               |                  | Hollandia        | Hollandia        | 1 |                  |                  |               |               |               |               |       |       |
|  | A2/A3         | Dél-Korea        | Hollandia        | Hollandia        | 1 | 1                |                  |               |               |               |               |       |       |
|  | A2/A3         | Dél-Korea        |                  |                  |   | 1                | augusztus 20.    |               |               |               |               |       |       |
|  | B2/B3         | Hollandia        | 3                |                  |   |                  |                  |               |               |               |               |       |       |
|  | B2/B3         | Hollandia        | 3                |                  |   | Kína             | Kína             | 3             |               |               |               |       |       |
|  | augusztus 16. |                  |                  |                  |   | Kína             | Kína             | 3             |               |               |               |       |       |
|  |               |                  | Szerbia          | Szerbia          | 1 |                  |                  |               |               |               |               |       |       |
|  | A2/A3         | Oroszország      | Szerbia          | Szerbia          | 1 | 0                |                  |               |               |               |               |       |       |
|  | A2/A3         | Oroszország      | augusztus 18.    |                  |   | 0                |                  |               |               |               |               |       |       |
|  | B2/B3         | Szerbia          | 3                |                  |   |                  |                  |               |               |               |               |       |       |
|  | B2/B3         | Szerbia          | 3                |                  |   | Szerbia          | Szerbia          | 3             | Bronzmérkőzés | Bronzmérkőzés | Bronzmérkőzés |       |       |
|  | augusztus 16. |                  |                  |                  |   | Szerbia          | Szerbia          | 3             | Bronzmérkőzés | Bronzmérkőzés | Bronzmérkőzés |       |       |
|  |               |                  | Egyesült Államok | Egyesült Államok | 2 |                  |                  | augusztus 20. | augusztus 20. | augusztus 20. |               |       |       |
|  | A4            | Japán            | Egyesült Államok | Egyesült Államok | 2 | 0                |                  | augusztus 20. | augusztus 20. | augusztus 20. |               |       |       |
|  | A4            | Japán            |                  |                  |   |                  |                  | Hollandia     | Hollandia     | 1             |               |       |       |
|  | B1            | Egyesült Államok | 3                |                  |   |                  |                  | Hollandia     | Hollandia     | 1             |               |       |       |
|  | B1            | Egyesült Államok | 3                |                  |   | Egyesült Államok | Egyesült Államok | 3             |               |               |               |       |       |
|  |               |                  |                  |                  |   | Egyesült Államok | Egyesült Államok | 3             |               |               |               |       |       |

#### Negyeddöntők
| 2016. augusztus 16. 10:00 (15:00) | Dél-Korea (KOR)                          | 1–3 | Hollandia (NED) | Ginásio do Maracanãzinho, Rio de Janeiro Nézőszám: 6351 Játékvezető: Patricia Rolf (USA), Nasr Shaaban (EGY) |
| 2016. augusztus 16. 10:00 (15:00) | (19–25, 14–25, 25–23, 20–25) Jegyzőkönyv |     |                 | Ginásio do Maracanãzinho, Rio de Janeiro Nézőszám: 6351 Játékvezető: Patricia Rolf (USA), Nasr Shaaban (EGY) |

| 2016. augusztus 16. 14:00 (19:00) | Japán (JPN)                       | 0–3 | Egyesült Államok (USA) | Ginásio do Maracanãzinho, Rio de Janeiro Nézőszám: 7226 Játékvezető: Paulo Turci (BRA), Heike Kraft (GER) |
| 2016. augusztus 16. 14:00 (19:00) | (16–25, 23–25, 22–25) Jegyzőkönyv |     |                        | Ginásio do Maracanãzinho, Rio de Janeiro Nézőszám: 7226 Játékvezető: Paulo Turci (BRA), Heike Kraft (GER) |

| 2016. augusztus 16. 18:00 (23:00) | Oroszország (RUS)                 | 0–3 | Szerbia (SRB) | Ginásio do Maracanãzinho, Rio de Janeiro Nézőszám: 7121 Játékvezető: Susana Rodríguez (ESP), Hernán Casamiquela (ARG) |
| 2016. augusztus 16. 18:00 (23:00) | (09–25, 22–25, 21–25) Jegyzőkönyv |     |               | Ginásio do Maracanãzinho, Rio de Janeiro Nézőszám: 7121 Játékvezető: Susana Rodríguez (ESP), Hernán Casamiquela (ARG) |

| 2016. augusztus 16. 22:15 (3:15) | Brazília (BRA)                                  | 2–3 | Kína (CHN) | Ginásio do Maracanãzinho, Rio de Janeiro Nézőszám: 9498 Játékvezető: Piotr Dudek (POL), Vladimir Simonović (SRB) |
| 2016. augusztus 16. 22:15 (3:15) | (25–15, 23–25, 22–25, 25–22, 13–15) Jegyzőkönyv |     |            | Ginásio do Maracanãzinho, Rio de Janeiro Nézőszám: 9498 Játékvezető: Piotr Dudek (POL), Vladimir Simonović (SRB) |

#### Elődöntők
| 2016. augusztus 18. 13:00 (18:00) | Szerbia (SRB)                                   | 3–2 | Egyesült Államok (USA) | Ginásio do Maracanãzinho, Rio de Janeiro Nézőszám: 5837 Játékvezető: Andrey Zenovich (RUS), Nasr Shaaban (EGY) |
| 2016. augusztus 18. 13:00 (18:00) | (20–25, 25–17, 25–21, 16–25, 15–13) Jegyzőkönyv |     |                        | Ginásio do Maracanãzinho, Rio de Janeiro Nézőszám: 5837 Játékvezető: Andrey Zenovich (RUS), Nasr Shaaban (EGY) |

| 2016. augusztus 18. 22:15 (3:15) | Kína (CHN)                               | 3–1 | Hollandia (NED) | Ginásio do Maracanãzinho, Rio de Janeiro Nézőszám: 8411 Játékvezető: Luis Macias (MEX), Fabrizio Pasquali (ITA) |
| 2016. augusztus 18. 22:15 (3:15) | (27–25, 23–25, 29–27, 25–23) Jegyzőkönyv |     |                 | Ginásio do Maracanãzinho, Rio de Janeiro Nézőszám: 8411 Játékvezető: Luis Macias (MEX), Fabrizio Pasquali (ITA) |

#### Bronzmérkőzés
| 2016. augusztus 20. 13:00 (18:00) | Hollandia (NED)                          | 1–3 | Egyesült Államok (USA) | Ginásio do Maracanãzinho, Rio de Janeiro Nézőszám: 7897 Játékvezető: Paulo Turci (BRA), Piotr Dudek (POL) |
| 2016. augusztus 20. 13:00 (18:00) | (23–25, 27–25, 22–25, 19–25) Jegyzőkönyv |     |                        | Ginásio do Maracanãzinho, Rio de Janeiro Nézőszám: 7897 Játékvezető: Paulo Turci (BRA), Piotr Dudek (POL) |

#### Döntő
| 2016. augusztus 20. 22:15 (3:15) | Kína (CHN)                               | 3–1 | Szerbia (SRB) | Ginásio do Maracanãzinho, Rio de Janeiro Nézőszám: 8773 Játékvezető: Susana Rodríguez (ESP), Patricia Rolf (USA) |
| 2016. augusztus 20. 22:15 (3:15) | (19–25, 25–17, 25–22, 25–23) Jegyzőkönyv |     |               | Ginásio do Maracanãzinho, Rio de Janeiro Nézőszám: 8773 Játékvezető: Susana Rodríguez (ESP), Patricia Rolf (USA) |

| A 2016. évi nyári olimpiai játékok női röplabdatornájának olimpiai bajnoka |
| · KÍNA · 3. cím                                                            |
| -------------------------------------------------------------------------- |

### Végeredmény
A torna hivatalos végeredménye:
| Helyezés | Csapat                 |
| -------- | ---------------------- |
| Arany    | Kína (CHN)             |
| Ezüst    | Szerbia (SRB)          |
| Bronz    | Egyesült Államok (USA) |
| 4.       | Hollandia (NED)        |
| 5.       | Brazília (BRA)         |
| 5.       | Japán (JPN)            |
| 5.       | Oroszország (RUS)      |
| 5.       | Dél-Korea (KOR)        |
| 9.       | Argentína (ARG)        |
| 9.       | Olaszország (ITA)      |
| 11.      | Kamerun (CMR)          |
| 11.      | Puerto Rico (PUR)      |